# Margarita Gómez-Acebo y Cejuela
Margarita Gómez-Acebo y Cejuela (ur. 6 stycznia 1935 w Madrycie) – hiszpańska arystokratka żona Symeona II, ostatniego cara Bułgarii, premiera Bułgarii w latach 2001–2005.

## Małżeństwo i potomstwo
21 stycznia 1962 poślubiła Symeona II, cara Bułgarii. Symeon i Małgorzata doczekali się pięciorga dzieci, są to:
- Kardam, książę tyrnowski
- Kirił, książę presławski
- Kubrat, książę panagjuriszteński
- Konstantin-Asen, książę widyński
- Kalina, księżna Bułgarii